# Mineralokortikoid
Mineralokortikoidi su klasa steroidnih hormona koja je karakteristična po njihovom uticaju na balans soli i vode. Primarni mineralokortikoid je aldosteron.

## Fiziologija
Ime mineralokortikoid je izvedeno iz prvobitnih opažanja da ti hormoni učestvuju u retenciji natrijuma (minerala). Pored primarnog endogeni mineralokortikoida, aldosterona, i nekoliko drugih endogenih hormona (uključujući progesteron i dezoksikortikosteron) ima mineralokortikoidno dejstvo.
Aldosteron deluje na bubrege i stimuliše aktivnu reapsorpciju natrijuma i pasivnu reapsorpciju vode, kao i aktivnu sekreciju kalijuma i aktivnu sekreciju protona putem protonske ATPaze. Rezultat njegovog dejstva je povišenje krvnog pritiska i zapremine krvi.
Aldosteron se formira u korteksu nadbubrežne žlezde i njegovo izlučivanje je posredovano prvenstveno angiotenzinom II, i u manjoj meri adrenokortikotropnim hormonom (ACTH) i lokalnim nivoima kalijuma.